# Metelen
Metelen település Németországban, azon belül Észak-Rajna-Vesztfália tartományban. Lakosainak száma 6577 fő (2023. december 31.). Metelen Horstmar, Steinfurt, Ochtrup, Heek és Schöppingen községekkel határos.

## Népesség
A település népességének változása:
| Lakosok száma | 5485 | 6461 | 6375 | 6350 | 6417 | 6552 | 6577 |
|               | 1975 | 2015 | 2017 | 2019 | 2021 | 2022 | 2023 |